# Le Rêve de Diana
Pour les articles homonymes, voir AWZ.
Production
Diffusion
Le Rêve de Diana (Alles was zählt ou AWZ, littéralement "C'est tout ce qui importe" ou "Tout ce qui compte") est un soap opera allemand diffusé depuis le 4 septembre 2006 sur RTL Television.
Seuls les 500 premiers épisodes ont été doublés. En France, le feuilleton a été diffusé du 31 mars 2008 au 16 avril 2010 sur M6 et Téva en fin d'après-midi, rediffusé sur NRJ 12 du 11 juillet 2011 au 26 août 2011 puis sur NRJ Paris en 2013. En Suisse, du 2 février 2009 au 24 septembre 2010 sur TSR1 puis rediffusé sur TSR2 en 2011 ; en Belgique du 18 avril 2011 au 26 août 2011 sur Plug RTL puis rediffusé en 2012, et au Québec du 31 août 2009 à février 2011 sur Séries+.

## Synopsis
Cette série retrace l'ascension dans le monde du patinage artistique de Diana Sommer et ses relations difficiles avec sa famille et l'influente famille Steinkamp.
Diana Sommer à 23 ans, vit avec sa mère, son grand-père maternel, son beau-père et sa demi-sœur dans un quartier ouvrier d'Essen où elle travaille comme coursier à rollers. Elle est pourtant passionnée de patinage artistique mais, parce que son beau-père n'a jamais voulu la soutenir, elle n'a jamais tenté de devenir professionnelle. Une nuit, alors qu'elle s'entraîne secrètement sur une patinoire, elle est repérée par le chef de marketing du groupe Steinkamp, Julian Herzog. Impressionné, il l'aide à intégrer l'équipe sponsorisée par la société. Au premier regard, Diana tombe amoureuse de Julian qui est pourtant déjà en couple avec Jenny Steinkamp, la fille des propriétaires du groupe et, en outre, la vice-championne allemande de patinage artistique.
Après maintes aventures, Julian et Diana décident de se mettre ensemble et même de se marier. Mais au cours de la cérémonie, Julian décède d'une hémorragie interne des suites d'un passage à tabac orchestré par Jenny pour Diana lors des championnats du monde. Désemparée, Diana ne veut plus remonter sur la glace. Jenny, coupable de la mort de Julian, devient aveugle à la suite d'un accident domestique et tombe amoureuse de Maximilian, un nouvel associé et ami des Steinkamp, qui se révélera être le fils de Clémence Steinkamp.
Au fil du temps, nous pouvons suivre la vie de plusieurs personnages, faisant partie de groupes sociaux différents. Parmi les diverses histoires, il y a entre autres le couple d'Ingo et d'Annette, qui a ses hauts et ses bas; les histoires de Léna, avec Florian et Martin; les histoires de cœur de Deniz, Roman, Sara et Marco; les problèmes d'amitié de Franziska et Mélanie; les problèmes de Katia et l'amour insurmontable de Clémence et Richard. C'est autour de ses personnages qui vit la série qui est diffusée 5 jours par semaine tout au long de l'année.

## Distribution
Les personnages en gras sont les personnages principaux du début de la série.

### Famille Sommer
| Acteur             | Personnage     | Doublage VF        | Année     | Épisodes                   |
| ------------------ | -------------- | ------------------ | --------- | -------------------------- |
| Tanja Szewczenko   | Diana Sommer   | Valérie de Vulpian | 2006-2009 | 1-588, 603                 |
| Nathalie Thiede    | Nina Sommer    | Olivia Luccioni    | 2006-2009 | 1-793                      |
| Armin Dallapiccola | Dieter Sommer  | Frédéric Norbert   | 2006-2007 | 1-250, 271-273, 290-292    |
| Susanne Schlenzig  | Jutta Sommer   | Sophie Lepanse     | 2006-2007 | 1-192, 311-314             |
| Norman Kalle       | Oliver Sommer  | Benoît DuPac       | 2007-2010 | 156-270, 323-759, 833-1007 |
| Klaus Lehmann      | Manfred Sommer |                    | 2007      | 216-227                    |

### Famille Steinkamp et von Altenburg
| Acteur                                                          | Personnage                                     | Doublage VF      | Année                          | Épisodes                                             |
| --------------------------------------------------------------- | ---------------------------------------------- | ---------------- | ------------------------------ | ---------------------------------------------------- |
| Silvan-Pierre Leirich                                           | Richard Steinkamp                              | Marc Bretonnière | 2006-                          | 1-                                                   |
| Tatjana Clasing                                                 | Clémence Steinkamp                             | Blanche Ravalec  | 2006-                          | 1-                                                   |
| Christiane Klimt Silvia Maleen Sophie Lutz Kaja Schmidt-Tychsen | Jennifer Charlotte Annabelle "Jenny" Steinkamp | Laurence Sacquet | 2006-2008 2008-2010 2011 2011- | 1-450 501-1023 , 1026 , 1031 1112-1113 1325-         |
| Julia Augustin                                                  | Vanessa Steinkamp                              | Anouck Hautbois  | 2006-2009, 2010-2012 , 2013 -  | 2-667, 984-1378 , 1737-                              |
| Julia Engelmann                                                 | Franziska Steinkamp                            |                  | 2010-                          | 1024-1544                                            |
| Annelinde Gerstl                                                | Friederike Gräfin von Altenburg                | Monique Nevers   | 2007-2008, 2009-               | 205-246, 303-305, 346-350, 355-360, 684-688, 814-875 |
| Francisco Medina                                                | Maximilian Graf von Altenburg                  | Fabrice Josso    | 2007-                          | 280-                                                 |
| Maria Wedig                                                     | Julietta "Juli" Theodora von Altenburg         | Jessica Monceau  | 2008-2009                      | 361-717                                              |
| Bernd Reheuser                                                  | Constantin von Altenburg                       | Bernard Demory   | 2008-2009                      | 416-623, 714-752                                     |
| Ulrich Drewes                                                   | Rüdiger Steinkamp                              |                  | 2012                           | 1475−                                                |
|                                                                 | Sophia von Altenburg                           |                  | 2012                           |                                                      |
| Jennifer Dessin-Brasching                                       | Letizia von Altenburg                          |                  | 2013                           | 1644-                                                |

### Famille Degen
| Acteur         | Personnage             | Doublage VF | Année | Épisodes |
| -------------- | ---------------------- | ----------- | ----- | -------- |
| Andreas Hofer  | David Medardus Degen   |             | 2013- | 1629-    |
| Marc Schöttner | Lukas Levin            |             | 2013- | 1656-    |
| Carlo Degen    | Joscha Degen           |             | 2013- | 1700-    |
| Yara Hassan    | Raquel Degen (Santana) |             | 2013- | 1779-    |

### Famille Bergmann
| Acteur                       | Personnage                       | Doublage VF   | Année           | Épisodes                  |
| ---------------------------- | -------------------------------- | ------------- | --------------- | ------------------------- |
| Ulrike Röseberg              | Annette Bergmann puis Zadek †    | Anne Mathot   | 2006-2012       | 1-1453                    |
| Juliette Menke Maria Kempken | Lena Bergmann puis von Altenburg | Aurélia Bruno | 2007-2013 2013- | 181-1608, 1771- 1611-1769 |
| Louis Apel                   | Alexander Bergmann               |               | 2009-           | 639-                      |
| Thomas Goritzki              | Peter Bergmann                   |               | 2009-2010       | 762-837                   |
| Anna-Katharina Samsel        | Katja Bergmann                   |               | 2009-           | 822-                      |
| Heike Trinker                | Claudia Bergmann                 |               | 2010-2011       | 832,932-1224, 1253-1254   |

### Famille Öztürk
| Acteur           | Personnage      | Doublage VF    | Année | Épisodes  |
| ---------------- | --------------- | -------------- | ----- | --------- |
| Sam Eisenstein   | Martin Öztürk   | Didier Cherbuy | 2006- | 2-10, 72- |
| Igor Dolgatschew | Deniz Öztürk    | Philippe Bozo  | 2007- | 230-      |
| Julia Beerhold   | Véronica Öztürk | Odile Schmitt  | 2007  | 249-250   |
|                  | Jonas Öztürk    |                | 2012  |           |
| Volkan Isbert    | Can Öztürk      |                | 2012- | 1591-     |

### Famille Wild
| Acteur           | Personnage   | Doublage VF | Année       | Épisodes          |
| ---------------- | ------------ | ----------- | ----------- | ----------------- |
| Dennis Grabosch  | Roman Wild   | Tony Marot  | 2006-2011 † | 2-1268, 1270-1282 |
| Michael N. Kuehl | Florian Wild |             | 2010-2012   | 926-1544          |
| Hartmut Volle    | Egon Wild    |             | 2010, 2011  | 938 , 1276-1277   |

### Famille Roschinski
| Acteur                     | Personnage       | Doublage VF     | Année                 | Épisodes                |
| -------------------------- | ---------------- | --------------- | --------------------- | ----------------------- |
| Regine Seidler Birgit Würz | Nadja Roschinski | Céline Duhamel  | 2006-2008 2008        | 3-358, 999-1001 359-575 |
| Jan Niklas Berg Jörg Rohde | Ben Roschinski   | Dimitri Rougeul | 2006-2007, 2008 2009- | 2-215, 392-413 802-     |

### Famille Herzog
| Acteur                  | Personnage           | Doublage VF   | Année              | Épisodes            |
| ----------------------- | -------------------- | ------------- | ------------------ | ------------------- |
| Thorsten Grasshoff      | Julian Arthur Herzog | Antoine Nouel | 2006-2007 † , 2008 | 1-313, 337, 541-542 |
| André Emanuel Krasinski | Tim Herzog           | Fabrice Fara  | 2006-2007          | 5-323               |

### Famille Wendt
| Acteur                | Personnage          | Doublage VF | Année     | Épisodes        |
| --------------------- | ------------------- | ----------- | --------- | --------------- |
| Anna-Katharina Fecher | Mélanie "Mel" Wendt |             | 2011-2012 | 1238-1480, 1485 |
| Christina Siemoneit   | Sarah Wendt         |             | 2011-     | 1272-           |

### Autres personnages
| Acteur                                    | Personnage                              | Doublage VF        | Année             | Épisodes                             |
| ----------------------------------------- | --------------------------------------- | ------------------ | ----------------- | ------------------------------------ |
| Stephen Dürr                              | Mike Hartwig                            | Thierry Bourdon    | 2006-2009 †       | 1-812                                |
| Daniel Aichinger                          | Axel Schwarz                            | Luc Boulad         | 2006-2012         | 1-454, 505-830 , 868-1292 ,1343-1453 |
| Yasmin Canli                              | Petra Wilke                             | Barbara Villesange | 2006-2008         | 1-353                                |
| Ingeborg Brings                           | Renate Scholz                           |                    | 2006-             | 1-                                   |
| Andreas Seyferth                          | Lutz Hoffmann                           | Jean-François Kopf | 2006-2007         | 1-240 , 262-263                      |
| Sabine Fernandez                          | Constanze Hipp                          |                    | 2006-             | 1-                                   |
| Madlen Kaniuth                            | Brigitte Schnell                        |                    | 2006-             | 2-                                   |
| Tom Barcal                                | Marc "Keule" Schneider                  | Luc Boulad         | 2006-2011         | 3-1108                               |
| André Dietz                               | Ingo Zadek                              | Stéphane Pouplard  | 2006-             | 7-                                   |
| Choere Fischer                            | Armin Grünwald                          |                    | 2006-             | 17-                                  |
| Dennis Durant                             | Andrew Wellington                       |                    | 2006              | 29-55                                |
| Marc Richter                              | Robin Van Kampen                        | Fabien Jacquelin   | 2007              | 216-247                              |
| Jürgen Lehmann                            | Étienne Saint-Clair                     | Constantin Pappas  | 2007-2008         | 303-305                              |
| Henning Heup                              | Carsten "Bulle" Bullrich                | Yoann Sover        | 2007-2008, 2009 † | 270-288, 492-494, 666-692            |
| Carolin von der Groeben Katharina Woschek | Zoé Laffort                             | Kelly Marot        | 2008-2009 2012-   | 459-652 1466-                        |
| Nina Bott                                 | Céline Laffort puis Sommer              | Valérie Nosrée     | 2008-2010         | 465-1007                             |
| Tobias Licht                              | Lars Berger                             | Tanguy Goasdoué    | 2008-2010         | 470-882 , 912                        |
| Nadine Rennack                            | Stella Coretti                          |                    | 2008-2010         | 576-882 , 912                        |
| Marko Pustišek                            | Anton Coretti                           |                    | 2008-2009         | 581-673                              |
| Ganeshi Becks                             | Nicole Heinrichs                        |                    | 2009              | 592-612                              |
| Raphael Grosch                            | Christian Friesinger                    |                    | 2009              | 634-693                              |
| Tanja Lanäus                              | Gerlinde von Schwedt                    |                    | 2009              | 619-702                              |
| Timo Hübsch                               | Marc Hagendorf                          |                    | 2009              | 905-                                 |
| Ania Niedieck                             | Alicia Silberstein Isabelle Reichenbach |                    | 2009-2010 2010-   | 804-858 904-                         |
| Christophe Humnig                         | Thomas "Tom" Reichenbach                |                    | 2010-2011         | 959-1179, 1224-1300                  |
| Andréa Cleven                             | Jessica Haagner                         |                    | 2010-2011         | 1050-1173                            |
| Nikolaus Schmid                           | Antonio Santos / Rafael Suarez          |                    | 2010-2011         | 1013-1106                            |
| Ciro de Chiara                            | Zlatan Petric                           |                    | 2011              | 1224                                 |
| Salvatore Greco                           | Jan Marco Schöler                       |                    | 2011-             | 1260-                                |
| Anuk Ens                                  | Stefanie Reuter                         |                    | 2012-             | 1456-                                |
| Rosetta Pedone                            | Viktoria "Vik" König                    |                    | 2012-             | 1484-                                |
| Caroline Frier                            | Beatrice "Bea" Meyer                    |                    | 2012-             | 1504-                                |

### Version française
- Adaptation : Sébastien Manchette
- Adaptation : Alexander Jacobs

Seulement 500 épisodes ont été doublés en français.
 Source et légende : version française (VF) sur RS Doublage

### Réalisation des épisodes
| - Christof Brehmer / (21–25) (51–55) (86–88) (114–118) (159–163) - Petra Clever / (31–35) (56–60) (80–85) (119–123) - Cornelia Dohrn / (16–20) | - Frank Fabisch / (36–40) (66–69) (94–98) - Herwig Fischer / (139-143) (164–168) - Anette Herre / (46–50) (75–79) (109–113) (134–138) (174–178) | - Britta Keils / (41–45) - Klaus Knoesel / (26–30) (70–74) (104–108) (144–148) - Jörg Mielich / (99–103) (149–153) (179–183) | - Wolfgang Münstermann / (129–133) (154–158) - Klaus Witting/ (1–15) (61–65) (89–93) (124–128) (169–173) |

## Commentaires
Le personnage de Diana est interprété par l'ex-patineuse artistique Tanja Szewczenko, elle est présente jusque l'épisode 588.
Les prénoms Simone et Marian dans la version originale ont été remplacés par les prénoms Clémence et Martin dans la version française.
Les rôles de Nadja Roschinski, Ben Roschinski et Jenny Steinkamp ont été interprétés par différents acteurs et actrices au cours de la série.
En fait, le patinage est relégué au second plan tout au long du feuilleton puisqu'il ne se manifeste presque uniquement que lors de tournois (championnat de Rhénanie-du-Nord-Westphalie, championnat allemand, championnat d'Europe et championnat du monde), et le feuilleton se concentre surtout autour de Diana, son cercle d'amis, sa famille ainsi que ses ennemis, en reprenant tous les lieux communs des soap operas : les manœuvres de la famille Steinkamp pour sauver son entreprise ruinée, la poursuite du pouvoir du contrôleur de gestion Dr Axel Schwarz, la mort de Manfred, la relation homosexuelle de Roman et Deniz ou encore l'enlèvement d'Annette par Robin.
Le feuilleton comporte néanmoins des rebondissements tragiques, tels que la mort de Julian devant l'autel lors de son mariage avec Diana, qui tranche avec le happy end traditionnel de la relation entre les deux personnages principaux. De plus, la mort de quelques autres personnages suivra dans les épisodes qui ne sont présentement pas disponibles en français.

## Chanson du Générique
La chanson du générique en français est La vie n'est plus qu'un jeu interprétée par Julianne Deville. La chanson du générique en allemand est Nie genug (Jamais assez) interprétée par Christina Stürmer.

## Diffusion
En France, M6 déprogramma la série le 9 mars 2009 faute d'audiences au bout de 269 épisodes. La diffusion a cependant continué sur Téva, une chaîne du groupe M6. Le feuilleton proposé en remplacement, Paris 16e, ne trouvant jamais son public (on parle de 300 000 fidèles chaque jour), Le Rêve de Diana fut reprogrammé dans sa case horaire originale du 25 mai 2009 au 16 avril 2010 où Téva et M6 arrêtent la diffusion, n'ayant pour l'instant pas d'autres épisodes en stock. NRJ 12 rediffusa les 100 premiers épisodes entre le 11 juillet et le 26 août 2011 à raison de trois épisodes par jour, puis NRJ Paris la rediffusa dès le début en 2013 jusqu'à sa disparition. Depuis, NRJ 12 le rediffuse à nouveau la nuit depuis l'été 2015, puis de nouveau en 2016.